# Mauro Silva
Mauro da Silva Gomes (bedre kendt som Mauro Silva) (født 12. januar 1968 i São Bernardo do Campo, Brasilien) er en tidligere brasiliansk fodboldspiller, der spillede som defensiv midtbanespiller. Han var på klubplan primært tilknyttet Deportivo La Coruña i den spanske La Liga, hvor han spillede i 13 sæsoner. Han havde også ophold i de brasilianske klubber Guarani og Bragantino.
Med Deportivo vandt Silva det spanske mesterskab i år 2000 og pokalturneringen Copa del Rey i 1995 og 2002.
Silva spillede i årene mellem 1991 og 2001 59 kampe for Brasiliens landshold. Han blev verdensmester med holdet ved VM i 1994 i USA, og var også med til at vinde Copa América i 1997.

## Titler
Campeonato Paulista
- 1990 med Guarani

La Liga
- 2000 med Deportivo La Coruña

Copa del Rey
- 1995 og 2002 med Deportivo La Coruña

Supercopa de España
- 1995, 2000 og 2002 med Deportivo La Coruña

VM
- 1994 med Brasilien

Copa América
- 1997 med Brasilien